# Bănești (Prahova)
Pour les articles homonymes, voir Bănești.
Bănești est une commune roumaine du județ de Prahova, dans la région historique de Valachie et dans la région de développement du Sud.

## Géographie
La commune de Bănești est située dans le nord-ouest du județ, sur la rive gauche de la rivière Doftana à son confluent avec la Prahova, à l'entrée dans les Carpates du sud, à 2 km au sud de Câmpina, dont elle est le faubourg sud et à 31 km au nord-ouest de Ploiești, le chef-lieu du județ.
La municipalité est composée des deux villages suivants (population en 1992) :
- Bănești (3 276), siège de la commune ;
- Urleta (2 640).

## Politique
| Parti | Parti                                      | Sièges |
| ----- | ------------------------------------------ | ------ |
|       | Parti social-démocrate (PSD)               | 7      |
|       | Parti national libéral (PNL)               | 6      |
|       | Parti Mouvement populaire (PMP)            | 1      |
|       | Alliance des libéraux et démocrates (ALDE) | 1      |

## Religions
En 2002, la composition religieuse de la commune était la suivante :
- Chrétiens orthodoxes, 96,73 % ;
- Adventistes du septième jour, 3,05 %.

## Démographie
En 2002, la commune comptait 5 723 Roumains (99,82 %). On comptait à cette date 1 754 ménages et 1 901 logements.
| 1992  | 2002  | 2007  |
| ----- | ----- | ----- |
| 5 916 | 5 733 | 5 604 |

## Économie
L'économie de la commune repose sur l'agriculture et le commerce.

## Communications

### Routes
Bănești est située à la sortie sud de Câmpina sur la route nationale DN1 Ploiești-Brașov. la route régionale DJ100D rejoint Scorțeni et Plopeni à l'est.

### Voies ferrées
La gare la plus proche est celle de Câmpina sur la ligne Ploiești-Brașov.

## Lieux et monuments
- Urleta, église en bois des Sts Voïvodes (Sf. Voievozi) de 1760.